# 元康 (西晋)
元康（291年三月－299年）是西晋皇帝晋惠帝司马衷的第三个年号，共计9年。

## 纪年
| 元康 | 元年  | 二年  | 三年  | 四年  | 五年  | 六年  | 七年  | 八年  | 九年  |
| ---- | ----- | ----- | ----- | ----- | ----- | ----- | ----- | ----- | ----- |
| 公元 | 291年 | 292年 | 293年 | 294年 | 295年 | 296年 | 297年 | 298年 | 299年 |
| 干支 | 辛亥  | 壬子  | 癸丑  | 甲寅  | 乙卯  | 丙辰  | 丁巳  | 戊午  | 己未  |

## 参看
- 中国年号索引
- 其他时期使用的元康年号

| 前一年號： 永平 | 中国年号 | 下一年號： 永康 |